# Antje Buschschulte
Antje Buschschulte (West-Berlijn, 27 december 1978) is een internationaal topzwemster uit Duitsland, gespecialiseerd op de rug- en vrije slag, die haar internationale doorbraak beleefde in 1993 met twee gouden medailles (100 meter rugslag en 4x100 meter wisselslag) bij de Europese Jeugdkampioenschappen.